# Jan Roman Bronisz
Jan Roman Bronisz herbu Wieniawa (zm. 14 stycznia 1708 w Poznaniu) – podczaszy kaliski w latach 1693–1701, starosta średzki w 1698 roku.
Syn Krzysztofa Bronisza z Marianny Korycińskiej, córki Mikołaja, kasztelana nakielskiego. 
Był elektorem Augusta II Mocnego w 1697 roku z województwa kaliskiego.
Jego spadkobierczynią została bratanica Dorota Broniszówna (1 voto Radomicka, 2 voto księżna Jabłonowska), córka Piotra Jakuba, kasztelana kaliskiego z Marianny Szołdrskiej.
Pochowany został w rodzinnym grobowcu w krypcie kościoła w Stęszewie.